# Pseudoaricia scandicus
Pseudoaricia scandicus är en fjärilsart som beskrevs av Einar Wahlgren 1930. Pseudoaricia scandicus ingår i släktet Pseudoaricia och familjen juvelvingar. Inga underarter finns listade i Catalogue of Life.